# Goedestraat (Utrecht)
De Goedestraat is een straat in de buurt Wittevrouwen in de Nederlandse stad Utrecht.
De circa één kilometer lange straat loopt van de Biltstraat richting het noorden tot aan de Griftkade aan de Biltsche Grift. De Goedestraat kruist de Fredrikastraat, Bouwstraat, Gildstraat, Zandhofsestraat, Griftstraat, Klaverstraat, Bollenhofsestraat en de Grasstraat. In de straat bevinden zich voornamelijk woonhuizen.

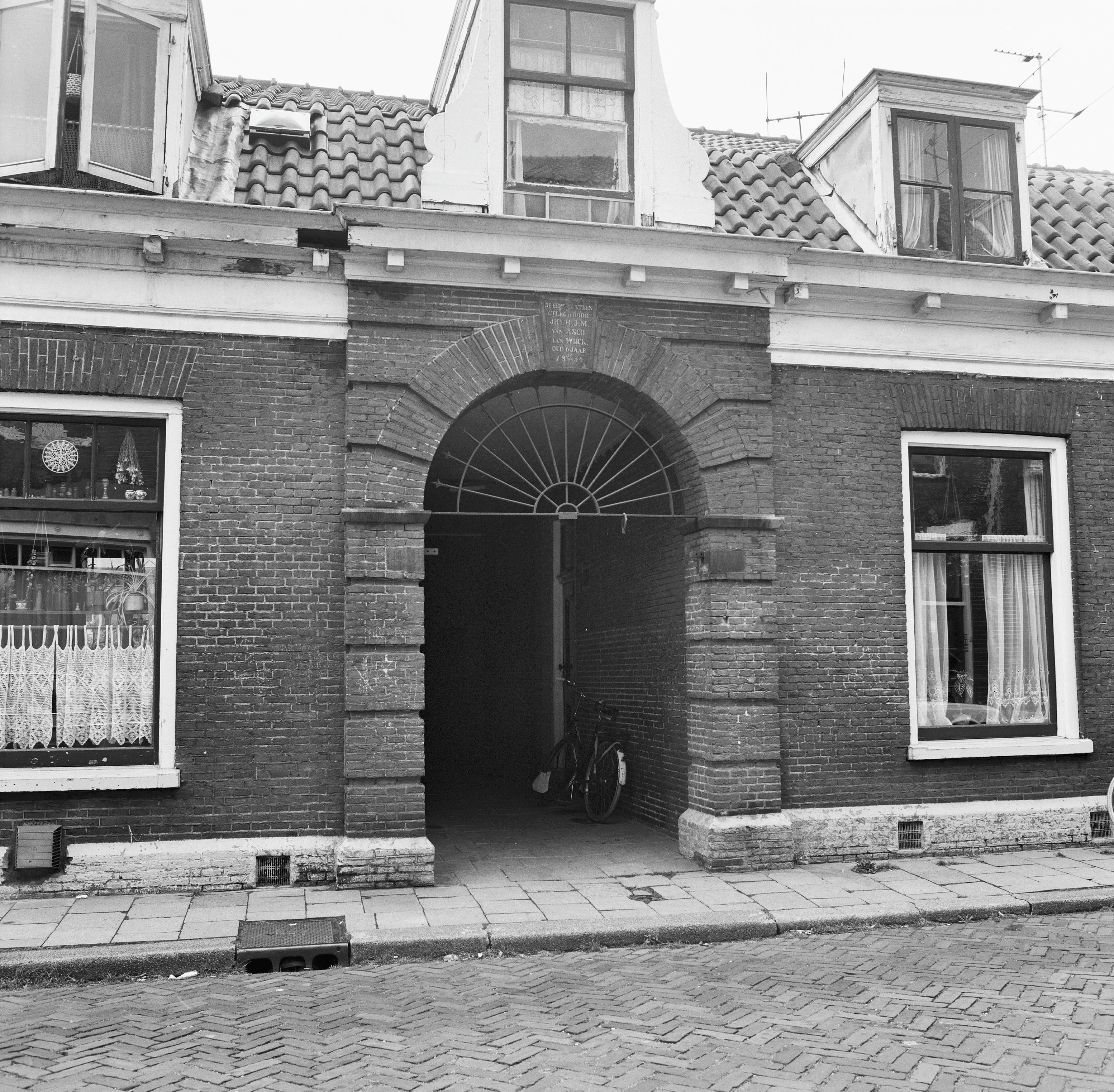
Poort van het Goedehofje

De Goedestraat 14A-36K bestaat uit 30 woningen die gezamenlijk een gemeentelijk monument vormen. Dit Goedehofje betreft een hofje uit 1854 en is voor protestantse bewoners gesticht door de Vereeniging tot Verhuring van Woningen aan de Arbeidende Klasse. De Goedestraat bestond al voor deze stichting en was toen een landweg door hoofdzakelijk agrarisch gebied. Met de bouw van het hofje kwamen er nieuwe woningen en gaandeweg werd meer grond langs de straat verruild voor huizenbouw. Tot 1889 werd de straat overigens de Goedesteeg genoemd.
Enkele ondernemers vestigden zich ook in de Goedestraat. Een voorbeeld zijn de panden aan de Biltstraat 74/ Goedestraat 2 en 4. Hier bevond zich vanaf 1908 een van de oudste garages van Utrecht; tegeltableau's in de gevels aan de Goedestraat herinneren er nog aan.
Tijdens de Tweede Wereldoorlog, juni 1943, werden de Goedestraat en directe omgeving getroffen door een neergeschoten Engelse Lancaster-bommenwerper. Er vielen hierdoor in totaal 10 doden waaronder 5 van de 7 bemanningsleden van de bommenwerper. Tal van huizen raakten beschadigd.
Achter de bebouwing aan de oostzijde van de straat ligt de openbare binnentuin Bikkershof.